# Hermannia grisea
Hermannia grisea är en malvaväxtart som beskrevs av Schinz. Hermannia grisea ingår i släktet Hermannia och familjen malvaväxter. Inga underarter finns listade i Catalogue of Life.